# 薩普托公司
薩普托公司（Saputo Inc.，TSX：SAP）是一家位於加拿大蒙特利爾的乳製品製造公司。是1954年由意大利裔加拿大人朱塞佩·薩普托（Giuseppe Saputo）創立的奶酪商店發展而來的。現其產品包括奶酪、烘焙飾品和乳製品，是世界第12大乳製品製造公司。
薩普托公司是加拿大最大的乳製品加工公司，此外在美國、威爾士、德國和阿根廷也有服務。

## 歷史

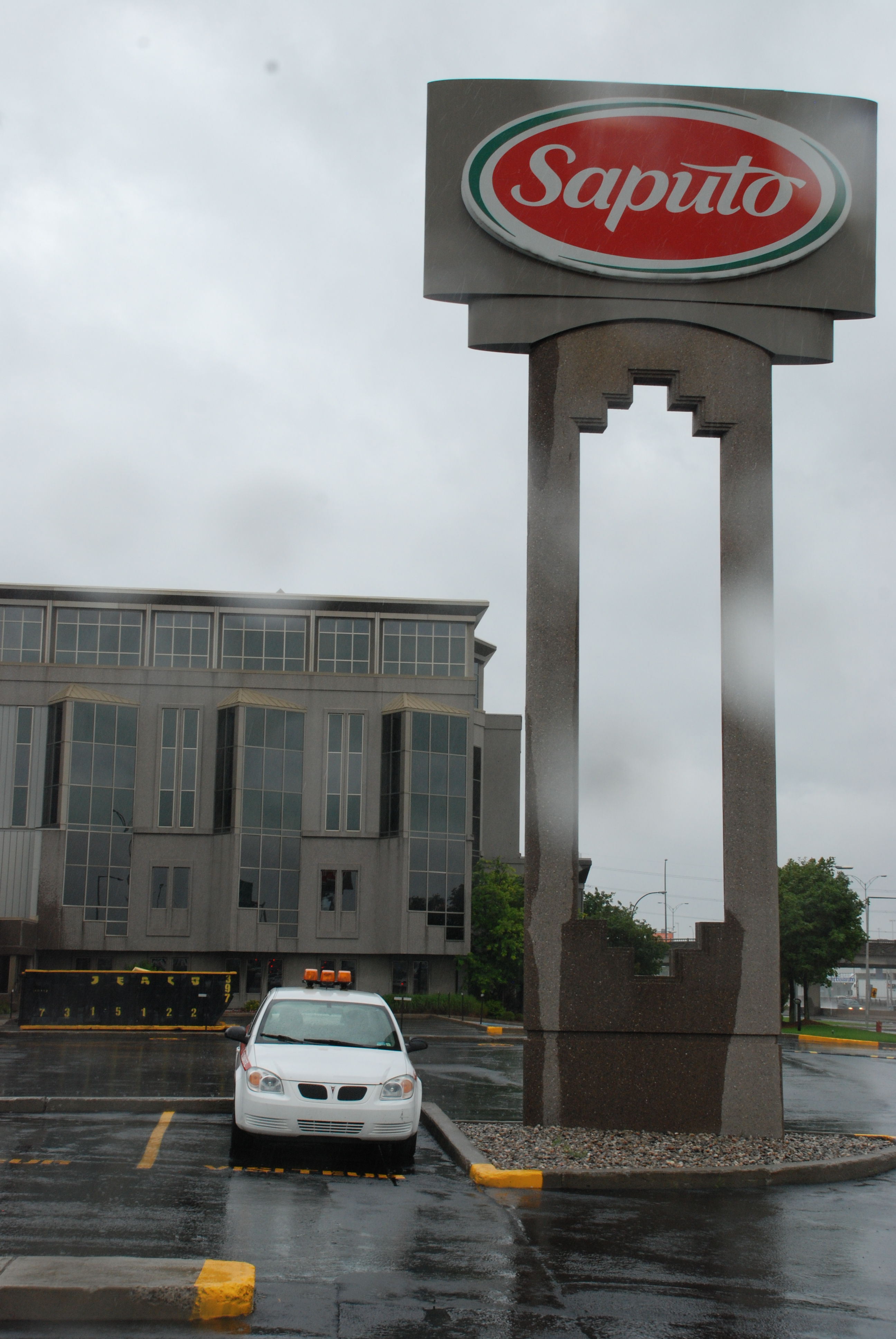
蒙特利爾的薩普托工廠

2001年薩普托公司以4.07億加元的價格購下Dairyworld Foods公司。
2008年以4.65億加元的價格從喬治威斯頓公司購下Neilson Dairy。

## 外部連結
- 官方网站